# Anaxita suprema
Anaxita suprema là một loài bướm đêm thuộc phân họ Arctiinae, họ Erebidae.